# 미나모
미나모(일본어: みなも, 2000년 5월 10일~)는 일본의 AV 여배우, 모델이다. 2021년 8월, 《월간 FANZA》가 발표한 「이 AV여배우가 대단하다! 2021년 여름」신인 부문 제1위를 차지했다.